# Robert H. Brooks (soldado)
Robert Harold Brooks (Sadieville, 8 de octubre de 1915-Base Aérea de Clark, 8 de diciembre de 1941) fue un soldado del ejército de los Estados Unidos. Fue la primera víctima de la Rama Blindada del Ejército en la Segunda Guerra Mundial, ya que murió en la isla de Luzón pocas horas después del ataque sorpresa japonés contra los Estados Unidos.

## Biografía
Brooks nació en Sadieville, Kentucky, el 8 de octubre de 1915, en una familia de aparceros afroestadounidenses. [lower-alpha 1] Trabajó como vendedor en su edad adulta y se mudó a Hamilton, Ohio. A principios de la década de 1940, Brooks se unió al ejército procedente de Hamilton como soldado raso. [lower-alpha 2] Fue entrenado en Fort Knox y calificado como conductor de semioruga y tanque, pero fue asignado a mantenimiento siguiendo instrucción especializada. Como hombre negro de piel clara, fue clasificado oficialmente como blanco, lo que le permitió unirse a la Compañía D, 192.º Batallón de Tanques, exclusivamente blanca, conocida como Harrodsburg Tankers por la ciudad de Kentucky en la que estaban estacionados como unidad de la Guardia Nacional. Después del entrenamiento básico, la unidad realizó ejercicios en Camp Polk en Luisiana. Viajaron a través de San Francisco y Honolulu hasta Filipinas y llegaron en diciembre de 1941.
El 8 de diciembre de 1941, a las 12:45 p. m., la unidad de Brooks estaba estacionada en Base Aérea de Clark en Luzón. La mayoría de los soldados estaban almorzando, aunque Brooks y otros mecánicos estaban trabajando. En ese momento, los aviones japoneses comenzaron a ametrallar y bombardear el aeródromo. Otros soldados vieron a Brooks correr hacia su semioruga, aparentemente para usar su ametralladora calibre .50 para disparar a los aviones. Una bomba cayó cerca y lo mató instantáneamente.

## Secuelas
Cuando el comandante de Fort Knox, el general de división Jacob L. Devers, se enteró de la muerte de Brooks, decidió nombrar la principal plaza de armas del fuerte en honor a Brooks. Cuando un asistente informó a Devers que Brooks era afroamericano, la primera vez que el ejército supo su identidad racial, Devers respondió: «No importaba si Robert era negro o no, lo que importaba era que había dado su vida por su país». El 23 de diciembre de 1941, seis generales y otros ochenta oficiales, junto con los padres de Brooks, lo conmemoraron durante la ceremonia de nombramiento. Se ofrecieron oraciones y se tocó «Taps».
En 1942, un maestro de Central High School escribió una canción en memoria de Brooks. Fue publicado por W. C. Handy Brothers Music Company.
Después de la guerra, los restos de Brooks fueron trasladados al Cementerio estadounidense de Manila, donde fueron reenterrados. Fue ascendido póstumamente a soldado de primera clase y recibió el Corazón Púrpura. Se le honra en su ciudad natal, Sadieville, con un marcador histórico.